# Francisca Cardoso
Pour les articles homonymes, voir Cardoso.
Francisca Cardoso, née le 13 décembre 1997 à Porto, est une footballeuse Internationale portugaise depuis 2018, évoluant au poste d'attaquante. Elle évolue au Servette FCCF.

## Biographie
Elle commence le football vers les 13 ans, au sein du Boavista FC, où elle joue dans les différentes catégories de jeunes, et participant à quelques rencontres seniors, ce qui lui permet de gagner ses premiers titres nationaux. En 2015, elle quitte Porto pour rejoindre le Valadares Gaia FC, alors vice-champion du Championnat du Portugal de football féminin. Elle remporte avec les canarias, la Supercoupe en 2016. Elle quitte, en 2017, Vila Nova de Gaia, pour rejoindre le tout nouveau club de football féminin du Sporting Clube de Braga. Lors de la Supercoupe du Portugal de 2018-2019, elle est la joueuse en vue de l'équipe de Braga, en effet elle égalise à la 81e minute, permettant aux guerreiras, d'atteindre la prolongation. Lors de la séance des tirs au but, le score est de 4 à 4, car la joueuse américaine du Sporting, Carlyn Baldwin, a manqué son penalty. Francisca Cardoso, est la dernière à tirer et réussit à tromper Patrícia Morais, elle offre ainsi le premier titre au Sporting Clube de Braga.

## Statistiques

### En club
| Saison                | Club                  | Championnat               | Championnat | Championnat | Coupe(s) nationale(s) | Coupe(s) nationale(s) | Compétition(s) continentale(s) | Compétition(s) continentale(s) | Compétition(s) continentale(s) | Sélection | Sélection | Sélection | Total | Total |
| Saison                | Club                  | Division                  | M.          | B.          | M.                    | B.                    | Comp.                          | M.                             | B.                             | Équipe    | M.        | B.        | M.    | B.    |
| 2012-2013             | Boavista FC           | Nacional Feminino         | 2           | 1           | 0                     | 0                     | -                              | 0                              | 0                              | U16 & U17 | 6         | 0         | 8     | 1     |
| 2013-2014             | Boavista FC           | Nacional Feminino         | 1           | 1           | 0                     | 0                     | -                              | 0                              | 0                              | U17       | 9         | 0         | 10    | 1     |
| 2014-2015             | Boavista FC           | Nacional Feminino         | 8           | 9           | 0                     | 0                     | -                              | 0                              | 0                              | U19       | 7         | 2         | 15    | 11    |
| Sous-total            | Sous-total            | Sous-total                | 11          | 11          | 0                     | 0                     | -                              | 0                              | 0                              | -         | 22        | 2         | 33    | 13    |
| 2015-2016             | Valadares Gaia FC     | Nacional Feminino Allianz | 7           | 10          | 0                     | 0                     | -                              | 0                              | 0                              | U19       | 7         | 3         | 14    | 13    |
| 2016-2017             | Valadares Gaia FC     | Nacional Feminino Allianz | 10          | 5           | 1                     | 1                     | -                              | 0                              | 0                              | -         | 0         | 0         | 11    | 6     |
| Sous-total            | Sous-total            | Sous-total                | 17          | 15          | 1                     | 1                     | -                              | 0                              | 0                              | -         | 7         | 3         | 25    | 19    |
| 2017-2018             | SC Braga              | Nacional Feminino Allianz | 22          | 11          | 4                     | 1                     | -                              | 0                              | 0                              | A         | 1         | 0         | 27    | 12    |
| 2018-2019             | SC Braga              | Nacional Feminino BPI     | 19          | 12          | 5                     | 2                     | -                              | 0                              | 0                              | -         | 0         | 0         | 24    | 14    |
| 2019-2020             | SC Braga              | Nacional Feminino BPI     | 14          | 9           | 5                     | 0                     | WCL                            | 4                              | 2                              | -         | 0         | 0         | 23    | 11    |
| Sous-total            | Sous-total            | Sous-total                | 55          | 32          | 14                    | 3                     | -                              | 4                              | 2                              | -         | 1         | 0         | 74    | 37    |
| 2020-2021             | SC Heerenveen         | Eredivisie                | 8           | 4           | 0                     | 0                     | -                              | 0                              | 0                              | -         | 0         | 0         | 8     | 4     |
| Sous-total            | Sous-total            | Sous-total                | 8           | 4           | 0                     | 0                     | -                              | 4                              | 2                              | -         | 1         | 0         | 13    | 6     |
| Total sur la carrière | Total sur la carrière | Total sur la carrière     | 91          | 62          | 15                    | 4                     | -                              | 4                              | 2                              |           | 30        | 5         | 140   | 73    |

Statistiques actualisées le 1er janvier 2021

#### Matchs disputés en coupes continentales
| Matchs | Date              | Stade                               | Adversaire          | Résultat | Minutes | Compétition              | Buts | Tour                   | Club     |
| ------ | ----------------- | ----------------------------------- | ------------------- | -------- | ------- | ------------------------ | ---- | ---------------------- | -------- |
| 1      | 10 août 2019      | Stade Arkādija, Riga                | Apollon Limassol    | 0 – 1    | 4 min   | Women's Champions League | 0    | Phase de qualification | SC Braga |
| 2      | 13 août 2019      | Stade Arkādija, Riga                | Rīgas FS            | 0 – 8    | 90 min  | Women's Champions League | 2    | Phase de qualification | SC Braga |
| 3      | 12 septembre 2019 | Estádio Municipal 1º de Maio, Braga | Paris Saint-Germain | 0 – 7    | 45 min  | Women's Champions League | 0    | Seizièmes de finale    | SC Braga |
| 4      | 26 septembre 2019 | Stade Jean-Bouin, Paris             | Paris Saint-Germain | 0 – 0    | 45 min  | Women's Champions League | 0    | Seizièmes de finale    | SC Braga |

### En sélection nationale
Elle fait ses débuts le 14 février 2013, avec l'équipe des moins de 16 ans, face à l'Écosse lors du Torneio Desenvolvimento UEFA Sub-16 Feminino, Portugal 2013. Elle entre à la 58e minute, en remplacement de Patricia Pelado. Par la suite elle est régulièrement appelée en sélection de catégorie jeunes (U16, U17 et U19). Participant même au tout premier stage de la sélection lusophone U17, ainsi qu'au premier match officiel le 7 mai 2013, contre la Hongrie.
Le 21 janvier 2018, Francisca Cardoso fait ses débuts à Ponta Delgada au sein des A, en match amical, face à l'Irlande (défaite 3-1), où elle entre à la 58e minute. En septembre 2018, elle est convoquée en remplacement de Cláudia Neto, afin de participer au Tournoi des quatre nations qui a lieu du 2 au 8 octobre à Yongchua, en Chine, malheureusement elle ne dispute aucune des 3 rencontres.
| Matches officiels de Francisca Cardoso en sélections portugaises au 18/12/19 | Matches officiels de Francisca Cardoso en sélections portugaises au 18/12/19 | Matches officiels de Francisca Cardoso en sélections portugaises au 18/12/19 | Matches officiels de Francisca Cardoso en sélections portugaises au 18/12/19 | Matches officiels de Francisca Cardoso en sélections portugaises au 18/12/19 |
| Club                                                                         | V.                                                                           | N.                                                                           | D.                                                                           | Buts                                                                         |
| ---------------------------------------------------------------------------- | ---------------------------------------------------------------------------- | ---------------------------------------------------------------------------- | ---------------------------------------------------------------------------- | ---------------------------------------------------------------------------- |
| Portugal U16 (2 matchs:6,90%)                                                | 0 (00,00%)                                                                   | 1 (50,00%)                                                                   | 1 (50,00%)                                                                   | 0 (00.00%)                                                                   |
| Portugal U17 (13 matchs:44,83%)                                              | 4 (30,77%)                                                                   | 6 (46,15%)                                                                   | 3 (23,08%)                                                                   | 0 (00,00%)                                                                   |
| Portugal U19 (14 matchs:44,83%)                                              | 7 (50,00%)                                                                   | 3 (21,43%)                                                                   | 4 (28,57%)                                                                   | 5 (100,00%)                                                                  |
| Portugal A (1 matchs:3,44%)                                                  | 0 (00,00%)                                                                   | 0 (00,00%)                                                                   | 1 (100,00%)                                                                  | 0 (00,00%)                                                                   |
| Total                                                                        | 11 (36,67%)                                                                  | 10 (33,33%)                                                                  | 9 (30,00%)                                                                   | 5                                                                            |

## Palmarès

### Avec leBoavista FC
- Vainqueur du Nacional Feminino en 2012-2013
- Vainqueur de la Taça de Portugal en 2012-2013

### Avec leValadares Gaia FC
- Vainqueur de la Supertaça de Portugal Allianz en 2016
- Finaliste de la Taça de Portugal Allianz en 2015-2016

### Avec leSC Braga
- Vainqueur du Nacional Feminino BPI en 2018-2019
- Vainqueur de la Supertaça Feminina Allianz en 2018-2019
- Vice-championne du Nacional Feminino Allianz en 2017-2018
- Finaliste de la Taça de Portugal Allianz en 2017-2018
- Finaliste de la Supertaça Feminina Allianz en 2019-20